# Marcel Loubens Barlangkutató Egyesület

Marcel Loubens Barlangkutató Egyesület

A Marcel Loubens Barlangkutató Egyesület egy magyarországi barlangkutató szerveződés. 1952-ben alakult meg jogelődje. Az 1952-ben Miskolcon megalakult Zsombolyosok jogutódja. Nevét Marcel Loubens francia barlangkutató neve alapján kapta.

## Története
A II. világháborút követő években ismét beinduló bükki túrázókat, majd 1948 után egyre intenzívebben barlangokat járó és kutató személyeket és kisebb csoportokat 1952-ben az MHT (a Magyar Hidrológiai Társaság) Miskolci Csoportján belül megalakuló Zsombolykutató Munkabizottság fogta össze. 1953-ban kérték kölcsön először a létrási munkásházat, azonban rendszeresen csak 1965 óta használják, mivel akkor adta át az egyik szobáját az erdészet. Azóta ez a kutatóbázisuk. 1959-ben, az addig egységes miskolci csoportból kivált és megalakult a Herman Ottó Barlangkutató Csoport, 1960-ban pedig diósgyőri bányászklub ("Bányász") csoportja. 1966-ban az MHT megszüntette a Karszt- és Karsztvízkutató Szakosztályt, ezzel a gyakorlati barlangkutatást is. A kizárás után az MKBT ideiglenes hozzájárulása alapján dolgoztak, mint az MKBT Émo.-i csoportja. Ősztől jogilag a Nehézipari Műszaki Egyetem TDK Karszthidrológiai Szakcsoportjához kapcsolódtak. 1967-től az "egységes egyetemi csoport" azon tagjai, akik nem voltak egyetemi hallgatók vagy egyetemi dolgozók, MEAFC Marcel Loubens Barlangkutató Szakosztály néven szerepeltek. 1968-ban szervezték az első létrás-tetői barlangász ügyességi versenyt, 14 fő részvételével. A versenyen az elméleti felkészültség, a csomók és a barlangi mozgástechnika ismerete alapján alakult ki a sorrend.
1973-ban lett a barlangász dalpályázatuk győztes dala a "Barlangász Himnusz". 1975-ben írták ki a Marcel Loubens Kupát (azóta is létező országos barlangász ügyességi versenyt), a XX. Országos Barlangnapon Létrás-tetőn. A két versenyszínhely a kutatóház (elmélet) és a Létrási-vizesbarlang (biztonságos barlangi közlekedés) volt. A helyszínek között terepfutási szám is volt. Az első huszonöt év történéseit Lénárt László foglalta össze az 1977-ben megjelent, „A "Zsombolyosok"-tól a Marcel Loubens Csoportig” című kiadványban.
A második 25 évük kezdetén ismét probléma alakult ki: 1978-ban a MEAFC megszüntette a Természetjáró Szakosztályát és így (az alpinistákkal együtt) el kellett jönniük az egyetemről. 1979-ben alakultak, először az országban bejegyzett, önálló barlangkutató egyesületté. Életüket azóta is feltárások, vízfestések, térképezések, mérések, publikációk, barlangnapok, külföldi tanulmányutak, expedíciók és kirándulások, jó és rossz évek, személyi ellentétek és barlangász esküvők, szervezett mentőgyakorlatok és éles mentések jellemzik, valamint az állandó barlangos hétvégék Létrás-tetőn. A 70–150 fő közötti létszámokkal megrendezett 25, 30 és 40-éves találkozók után 2002-ben sikerült megrendezniük az 50-évest is, ahol körülbelül 180-an ünnepelték meg a fél évszázados jubileumot. Talán az állandó kutatóháznak köszönhetően "élték túl" a többi miskolci barlangkutató csoport (a Bányász, a Herman, a TDK, a Bükk csoport és még néhány kisebb) létrejöttét, majd megszűnését, jelenleg 10–15 fős aktív és 25–30 fős (pártoló + jelölt + szimpatizáns) összlétszám mellett továbbra is kutatják a Bükköt, itt is elsősorban Bükk-fennsík barlangjait, de időnként más területekre is ellátogatnak (Déli-Bükk, Aggteleki-karszt, Bihar-hegység). Ezekről az Évkönyveikben részletesen is lehet olvasni. 
Bár erősségük a nagyobb kihívást jelentő hazai barlangkutatás, néhány nagyobb külföldi expedícióban is részt vettek tagjaik (V5-zsomboly, Abisso Led Zeppelin, Sisma, Gortani).
A csoport első 50 évének történetét a Kovács Attila szerkesztette 50 év barlangkutatás című kiadványban lehet részleteiben is áttekinteni.

## Hivatalos adatok
Egyesület megalakulása: 1952. június 30.
Székhely: 3525 Miskolc, Kossuth Lajos u. 13.
Adószám: 19070575-1-05
Jogi státusz: Közhasznú
Vezető: Fekete Zsombor elnök

## További információ
- Marcel Loubens Barlangkutató Egyesület